# Иоанн Миланский
Иоанн Миланский (итал. Giovanni Da Milano) — итальянский врач XII века, президент медицинской школы в Салерно — самого знаменитого медицинского учреждения в Италии.
С именем Иоанна Миланского связывается сборник гигиенических советов, облечённых в леонийские стихи, — произведение, написанное, скорее всего, не исключительно Иоанном, а целым кругом авторов салернской школы: первый стих гласит «Правителю англов пишет вся Салернская школа» (лат. Anglorum regi scribit schola tota Salerni) — речь идет о герцоге Роберте, сыне Вильгельма Завоевателя, лечившемся в Салерно в 1101 г. Под названием «Правила салернской школы» (лат. «Regimen scholae Salernitanae») оно впервые напечатано в 1480 в Кёльне и с тех пор многократно переиздавалось.